# Benedict J. Osta
 (mai 2025).
Si vous disposez d'ouvrages ou d'articles de référence ou si vous connaissez des sites web de qualité traitant du thème abordé ici, merci de compléter l'article en donnant les références utiles à sa vérifiabilité et en les liant à la section « Notes et références ».
Benedict John Osta, né le 15 août 1931 à Blasuhari (district of West-Champaran), en Inde et décédé le 30 janvier 2014 à Patna, au Bihar (Inde), était un prêtre jésuite indien, et évêque (puis archevêque) de Patna de 1980 à 2007. 

## Biographie
Fils de John et Anna Osta, le jeune Benedict est né le jour de l’Assomption, en 1931. Il fait ses études primaires et secondaires (au collège du Christ-Roi) dans sa ville natale de Bettiah. Entré chez les Jésuites le 20 juillet 1950, sa formation spirituelle et intellectuelle le conduit à Ranchi et à Jaipur, au Rajasthan. Pour ses études de théologie il est envoyé à West-Baden College (Indiana) aux États-Unis. Il est ordonné prêtre, à Chicago, le 9 juin 1963. Il  poursuit des études de Sanskrit (à Chicago) et de journalisme à l’Université Marquette de Milwaukee.
Revenu dans son pays natal le père Osta est d’abord l’assistant puis, de 1969 à 1976, maître des novices jésuites du Bihar, en Inde du Nord. Il fait sa profession religieuse définitive le 15 août 1976, La même année (1976) il est nommé vicaire général du diocèse de Patna. 
Quatre ans plus tard, le 6 mars 1980, il est appelé par le pape Jean-Paul II à être évêque de Patna (capitale du Bihar) pour y prendre la succession du dernier évêque missionnaire américain, Mgr Augustine Wildermuth. Il reçoit la consécration épiscopale le 21 juin 1980 des mains de Mgr Lawrence T. Picachy, archevêque de Calcutta.
Lorsque Patna est érigé en archidiocèse métropolitain (16 mars 1999) Mgr Osta est nommé archevêque. Patna a cinq diocèses suffragants : Bettiah, Bhagalpur, Buxar, Muzaffarpur et Purnea. 
Ayant atteint la limite d’âge, sa démission est acceptée (le 1er octobre 2007) par le pape Benoît XVI. Mgr Benedict Osta meurt à Patna le 30 janvier 2014, à l’âge de 82 ans. Il est enterré au cimetière jésuite de Digha, près de Patna.